# Ballmoos
Ballmoos is een plaats en voormalige gemeente in het Zwitserse kanton Bern en maakt deel uit van het district Bern-Mittelland. Op 1 januari 2010 ging Ballmoos op in de gemeente Jegenstorf.